# Radolfzell am Bodensee
Radolfzell am Bodensee er en by på nordkysten af Bodensee omkring 20 kilometer nordvest for Konstanz og ti kilometer øst for Singen (Hohentwiel) og efter disse den tredjestørste by i Landkreis Konstanz.
Radolfzell er en kurby (Mettnaukur/Mettnau) og et jernbaneknudepunkt med virksomheder inden for maskinfabrikation, autodele, tekstil- og næringsmiddelindutrien .

## Geografi
Radolfzell ligger på den nordvestlige bred af Bodensee, ved Untersee (Zeller See og ved den gamle vej Konstanz-Singen-Engen, landskabeligt mellem Bodensee, Höri, Hegau og Bodanrück. Kommunen ligger mellem 395 moh. (ved Bodensee) og 675 moh. (landsbyen Liggeringen). I den østlige ende af kommunen ligger landsbyen Möggingen og den omkring 2 kilometer lange og 600 meter brede Mindelsee.

### Nabokommuner
Følgende byer og kommuner grænser til Radolfzell (med uret fra sydvest): Moos, Singen (Hohentwiel), Steißlingen, Stockach, Bodman-Ludwigshafen, Allensbach og Reichenau (alle i Landkreis Konstanz).

### Inddeling
Bykommunen består af hovedbyen og 6 tidligere selvstændige kommuner, der blev indlemmet i
- Böhringen
- Güttingen
- Liggeringen
- Markelfingen
- Möggingen
- Stahringen

Dertil en række mindre bebyggelser:
- Omkring Böhringen: Am Kreuzbühl, Bei der Sandgrube, Halldenstetten, Pachthof, Reutehöfe, Rickelshausen, Weiherhof og Ziegelfabrik
- Omkring Güttingen: Buchhof, Neubuchhof, Säckle og Ziegelhof
- Omkring Liggeringen: Hirtenhof, Mühlsberg og Röhrnang
- Omkring Markelfingen: Naturfreundehaus
- Omkring Möggingen: Dürrenhof, Slottet med Schlosshof Möggingen, Ziegelhof
- Omkring Stahringen: Bendelhof, Benzenhof, Hinterhomburg, Neuweilerhof, Porthöfe, Schloßhöfe, Unterhöfe og Weilerhof